# رياح الشتاء (صراع العروش)
رياح الشتاء (بالإنجليزية: The Winds of Winter)‏ هي الحلقة العاشرة من الموسم السادس من سلسلة صراع العروش، والحلقة رقم 60 عموما. وقد كتب الحلقة كلا من ديفيد بينيوف، دي. بي. وايس وأخرجها ميغل سابوجنيك.
«رياح الشتاء» تلقى إشادة عالمية من النقاد، واعتبروها واحدة من أفضل الحلقات في السلسلة، حيث صرح مات فاولر من IGN واصفا الحلقة بأنها «مفاجئة جدا ومرضية». وأشاد النقاد بمؤامرة نسف المعبد في أرض الملك، وأداء لينا هيدي وطريقة الثأر التي أستخدمتها آريا ستارك للانتقام والثأر لمقتل والدتها وأخاها، بالإضافة إلى لقطات الفلاش باكإلى برج الفرح، ومشهد إبحار دنيرس تارجيريان إلى ويستروس. حققت الحلقة في الولايات المتحدة نسبة مشاهدة بلغت 8.89 مليون مشاهدة في البث الأولي لها حسب تقديرات نيلسن، مما يجعلها الحلقة الأكثر مشاهدة في تاريخ السلسلة. تم ترشيح الحلقة لعدة جوائز إيمي، بما في ذلك ترشيح لينا هيدي لجائزة أفضل ممثلة مساعدة.

## ملخص الحلقة
لا تأتي سيرسي لمحاكمتها، وبدلاً من ذلك تُنفّذ خُطّتها في إحراق المعبد والمدينة عن بكرة أبيها، فينتُج عن هذا الانفجار مقتل الكاهن الأعلى وأتباعِه، ومارجري وشقيقها ووالدها، ولانسل وكيفن لانستر، بجانِب مئاتٍ من النُبلاء والناس العوام، ثُم ينتحر تومين إثر ذلك. في جنوب القارّة في دورن، يلتقي (فارس) بـ (أولينا تايرل) و (إلاريا ساند) ويكوّنون معاً تحالُفاً مع دنيرس ضدّ آل (لانستر). أما في الشمال، يواجِه (دافوس) ميليساندر بمقتَل (شيرين) ويطلب من جون سنو إعدامها إلّا أنه يقوم بنفيها من المدينة؛ وأثناء احتفال الهمج وفرسان الوادي وجيش آل (ستارك) بانتصارهم في المعركة، يُقسِم كِبار القوم على طاعة جون سنو وتعيينه ملكاً جديداً للشمال. وخِلال احتفال آل (فراي) بانتصارهم، وبعدَ وليمةِ العشاء، تقوم آريا بقتل والدر فراي بطريقة مُشابِهة للطريقة التي قٌتلت بها أمّها. ويَصِل (سام) و (غيلي) إلى أولدتاون حيث سيتدرب (سام) ليُصبِح مايستر. أما بران فإنّه يعود في رؤيةٍ إلى بُرج البهجة حيثُ (نيد) يجدُ شقيقتَه (ليانا) المُحتضرة ويحمِل طفلها حديث الولادة وتُوصيه به وتخبره أن لا يُخبِر روبرت بشأن الطفل لألا يقتُله. كما يَصل جايمي إلى العاصمة ويرى رماد المعبد وأنقاضه، في الوقت الذي تتوّج سيرسي نفسها ملكة جديدةً للبلاد. وأخيراً، تبدأ دنيرس تارجارين بالتحرّك مع جيشها وتنانينها مُبحرةً نحو ويستروس لتبدأ احتلالها.

## نسب المشاهدة
| الموسم | الموسم | رقم الحلقة | رقم الحلقة | رقم الحلقة | رقم الحلقة | رقم الحلقة | رقم الحلقة | رقم الحلقة | رقم الحلقة | رقم الحلقة | رقم الحلقة | المتوسط |
| الموسم | الموسم | 1          | 2          | 3          | 4          | 5          | 6          | 7          | 8          | 9          | 10         | المتوسط |
| ------ | ------ | ---------- | ---------- | ---------- | ---------- | ---------- | ---------- | ---------- | ---------- | ---------- | ---------- | ------- |
|        | 1      | 2.22       | 2.20       | 2.44       | 2.45       | 2.58       | 2.44       | 2.40       | 2.72       | 2.66       | 3.04       | 2.52    |
|        | 2      | 3.86       | 3.76       | 3.77       | 3.65       | 3.90       | 3.88       | 3.69       | 3.86       | 3.38       | 4.20       | 3.80    |
|        | 3      | 4.37       | 4.27       | 4.72       | 4.87       | 5.35       | 5.50       | 4.84       | 5.13       | 5.22       | 5.39       | 4.97    |
|        | 4      | 6.64       | 6.31       | 6.59       | 6.95       | 7.16       | 6.40       | 7.20       | 7.17       | 6.95       | 7.09       | 6.84    |
|        | 5      | 8.00       | 6.81       | 6.71       | 6.82       | 6.56       | 6.24       | 5.40       | 7.01       | 7.14       | 8.11       | 6.88    |
|        | 6      | 7.94       | 7.29       | 7.28       | 7.82       | 7.89       | 6.71       | 7.80       | 7.60       | 7.66       | 8.89       | 7.69    |
|        | 7      | 10.11      | 9.27       | 9.25       | 10.17      | 10.72      | 10.24      | 12.07      | غ/م        | غ/م        | غ/م        | 10.26   |
|        | 8      | 11.76      | 10.29      | 12.02      | 11.80      | 12.48      | 13.61      | غ/م        | غ/م        | غ/م        | غ/م        | 11.99   |

## روابط خارجية
- رياح الشتاء على موقع IMDb (الإنجليزية)
- رياح الشتاء على موقع ميتاكريتيك (الإنجليزية)
- رياح الشتاء على موقع روتن توميتوز (الإنجليزية)
- رياح الشتاء على موقع أول موفي (الإنجليزية)